# BSK Šumadija Beograd
Beogradski sportski klub Olimpija Beograd bio je srbijanski sportski klub iz Beograda. 
Nastao je 19. rujna 1922. spajanjem Omladina i Uskoka. Godine 1925. imao je lakoatletsku, nogometnu, plivačku, šahovsku sekciju. Klupske boje 1932. bile su crna i bijela, a klupska adresa Žička 2.